# Look Forward to Failure
Look Forward to Failure è il primo EP della band pop punk The Ataris, pubblicato nel 1998 dalla Fat Wreck Chords.

## Tracce
1. San Dimas High School Football Rules – 2:45
2. Not a Worry in the World – 2:22
3. My So Called Life – 2:41
4. My Hotel Year – 2:18
5. Between You and Me – 2:36
6. That Special Girl (feat. Mark Hoppus) – 1:55

## Formazione
- Kris Roe – voce, chitarra
- Patrick Riley – chitarra
- Michael Davenport – basso
- Chris Knapp – batteria